# Guanipa
Guanipa je rijeka u sjeveroistočnom dijelu Venezuele. Ulijeva se u zaljev Paria.